# پدر عروس ۲
پدر عروس ۲ (انگلیسی: Father of the Bride Part II) یک فیلم در ژانر کمدی به کارگردانی چارلز شایر است که در سال ۱۹۹۵ منتشر شد.

## بازیگران
- استیو مارتین
- داین کیتن
- مارتین شورت
- کیمبرلی ویلیامز-پیزلی
- جورج نیوبرن
- کیرن کالکین
- بی‌دی ونگ
- پیتر مایکل گوتز
- جین آدامز
- یوجین لوی